# Kauhajärvi (sjö i Kauhajoki, Södra Österbotten)
Kauhajärvi är en sjö i kommunen Kauhajoki i landskapet Södra Österbotten i Finland. Sjön ligger 144 meter över havet. Arean är 1,02 kvadratkilometer och strandlinjen är 5,34 kilometer lång. Sjön  ingår i Kyro älvs huvudavrinningsområde.   Den ligger omkring 70 kilometer söder om Seinäjoki och omkring 270 kilometer nordväst om Helsingfors. 